# Tuberculatus maximus
Tuberculatus maximus är en insektsart. Tuberculatus maximus ingår i släktet Tuberculatus och familjen långrörsbladlöss. Inga underarter finns listade i Catalogue of Life.